# Marvel Adventures Spider-Man
Marvel Adventures Spider-Man (voorheen Marvel Age Spider-Man) is een stripserie van Marvel Comics met in de hoofdrol de superheld Spider-Man.
De serie is bedoeld om geschikt te zijn voor lezers van alle leeftijden, vooral kinderen. De verhalen waren oorspronkelijk gebaseerd op scripts die Stan Lee schreef in de jaren 60. Tegenwoordig bevat de serie eigen verhalen van telkens 1 blad.
De serie speelt zich af buiten de standaard Earth 616-continuïteit van Marvel.

## Marvel Age
1 "Duel To the Death With The Vulture"/Verhaal 2 - "The Uncanny Threat of the Terrible Tinkerer" (Hervertelling van ASM #2)
- Schrijver: Daniel Quantz
- Tekenwerk: Mark Brooks

2 "Spider-Man versus Doctor Octopus" (Hervertelling van ASM #3)
- Schrijver: Daniel Quantz
- Tekenwerk: Mark Brooks

3 "Nothing Can Stop the Sandman!" (Hervertelling van ASM #4)
- Schrijver: Daniel Quantz
- Tekenwerk: Mark Brooks

4 "Marked For Destruction By Dr. Doom!" (Hervertelling van ASM #5)
- Schrijver: Daniel Quantz
- Tekenwerk: Mark Brooks

5 "Face-To-Face with the Lizard!" (Hervertelling van ASM #6)
- Schrijver: Daniel Quantz
- Tekenwerk: Mark Brooks

6 "The Return of the Vulture" (Hervertelling van ASM #7)
- Schrijver: Daniel Quantz
- Tekenwerk: Mark Brooks

7 "The Terrible Threat of the Living Brain!"/(Story 2) - "Spider-Man Tackles the Torch!" (Hervertelling van ASM #8)
- Schrijver: Todd DeZago
- Tekenwerk: Jonboy Meyers

8 "The Man Called Electro!" (Hervertelling van ASM #9)
- Schrijver: Todd DeZago
- Tekenwerk: Jonboy Meyers

9 "The Enforcers!" (Hervertelling van ASM #10)
- Schrijver: Todd DeZago
- Tekenwerk: Jonboy Meyers

10 "The Return of Doctor Octopus!" (Hervertelling van ASM #11)
- Schrijver: Todd DeZago
- Tekenwerk: Jonboy Meyers

11 "Unmasked by Doctor Octopus!" (Hervertelling van ASM #12)
- Schrijver: Todd DeZago
- Tekenwerk: Jonboy Meyers

12 "The Menace of Mysterio" (Hervertelling van ASM #13)
- Schrijver: Mike Raicht
- Art: Derec Aucoin

13 "The Grotesque Adventure of the Green Goblin!" (Hervertelling van ASM #14)
- Schrijver: Mike Raicht
- Art: Derec Aucoin

14 "Kraven the Hunter" (Hervertelling van ASM #15)
- Schrijver: Mike Raicht
- Art: Derec Aucoin

15 "Duel with Daredevil!" (Hervertelling van ASM #16)
- Schrijver: Todd DeZago
- Art: Shane Davis

16 "Return of the Green Goblin" (Hervertelling van ASM #17)
- Schrijver: Mike Raicht
- Art: Gus Vasquez

17 "The End of Spider-Man!" (Hervertelling van ASM #18)
- Schrijver: Todd DeZago
- Art: Logan Lubera

18 "Spidey Strikes Back!" (Hervertelling van ASM #19)
- Schrijver: Todd DeZago
- Art: Logan Lubera

19 "The Coming of The Scorpion!" (Hervertelling van ASM #20)
- Schrijver: Mike Raicht
- Art: Valentine DeLandro

20 "Where Flies The Beetle!" (Hervertelling van ASM #21)
- Schrijver: Mike Raicht
- Art: Valentine DeLandro

## Marvel Adventures Spider-Man
1 "Here Comes Spider-Man" (Hervertelling van Amazing Fantasy #15)
- Schrijver: Kitty Fross
- Tekenaar: Patrick Scherberger
- Plot: Peter Parker wordt gebeten door een spin waar in een lab mee geëxperimenteerd is en krijgt zijn Spider-Man krachten.

2 Verhaallijn: Deel 1 van "The Sinister Six" (Hervertelling van ASM Annual #1: Part 1)
- Schrijver: Erica David
- Tekenaar: Patrick Scherberger
- Plot: Dr. Octopus, Electro, Mysterio, Kraven the Hunter, Vulture en Sandman werken samen als de Sinister Six terwijl Peter zijn krachten verliest.

3 Verhaallijn: deel 2 van "The Sinister Six" (Hervertelling van ASM Annual #1: Part 2)
- Schrijver: Erica David
- Tekenaar: Patrick Scherberger
- Plot: Spider-Mans krachten keren terug en hij bevecht de Sinister Six om Tante May en Betty Brant te redden.

4 "Goom Got Game"
- Schrijver: Jeff Parker
- Tekenaar: Patrick Scherberger
- Plot: De Human Torch werkt samen met Spider-Man om een betonnen wezen genaamd Street en een alien genaamd Goom te stoppen.

5 "Power Struggle"
- Schrijver: Sean McKeever
- Tekenaar: Patrick Scherberger

6 "Picture-Perfect Peril!"
- Schrijver: Sean McKeever
- Tekenaar: Patrick Scherberger

7 "Vulture Hunt!"
- Schrijver: Sean McKeever
- Tekenaar: Patrick Scherberger

8 "Rush Hour!"
- Schrijver: Sean McKeever
- Tekenaar: Patrick Scherberger

9 "Doom with a View!"
- Schrijver: Sean McKeever
- Tekenaar: Mike Norton

10 "Make Mine Mysterio!"
- Schrijver: Sean McKeever
- Tekenaar: Mike Norton

11 "They Call Him Mad!"
- Schrijver: Sean McKeever
- Tekenaar: Mike Norton

12 "Nightmare on Spidey Street!"
- Schrijver: Sean McKeever
- Tekenaar: Mike Norton

13 "The Chameleon Caper!!"
- Schrijver: Zeb Wells
- Tekenaar: Patrick Sherberger

14 "The Black Cat?!"
- Schrijver: Zeb Wells
- Tekenaar: Patrick Sherberger

15 "How Spider-man Stopped Worrying and Learned to Love the Arms!"
- Schrijver: Zeb Wells
- Tekenaar: Patrick Sherberger

16 "I, Reptile!"
- Schrijver: Zeb Wells
- Tekenaar: Patrick Sherberger

17 "Hair of the Dog that Bit, Ya"
- Schrijver: Peter David
- Tekenaar: Mike Norton

## Marvel Digests
- Reprints Marvel Age Spider-Man #1-20.
- Reprints Marvel Adventures Spider-Man #1-8.